# Paul Strudel

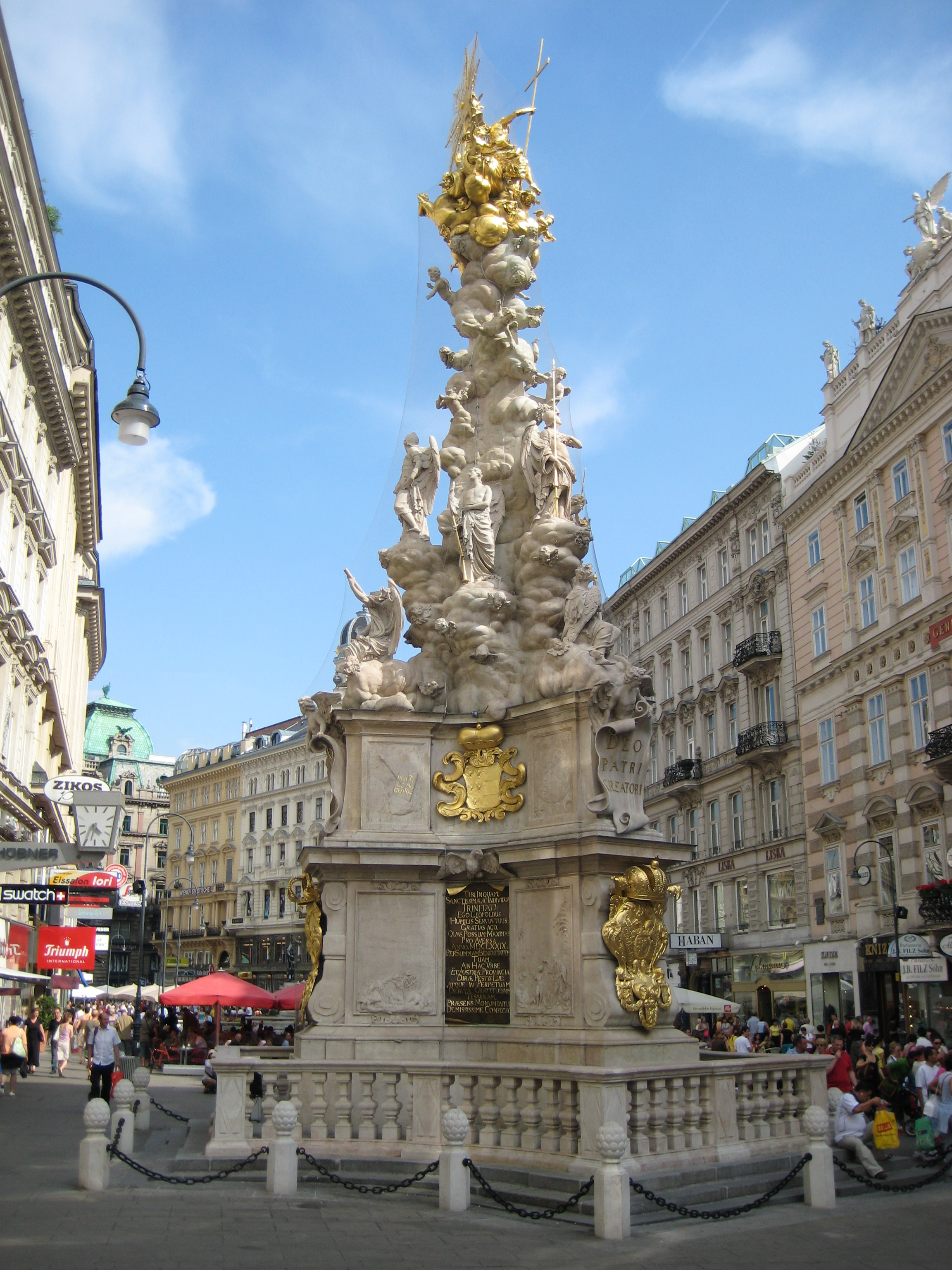
Wiener Pestsäule

Paul Strudel oder Strudl (* um 1648 in Cles, Trentino; † 20. November 1708 in Wien) war ein österreichischer Bildhauer.

## Leben

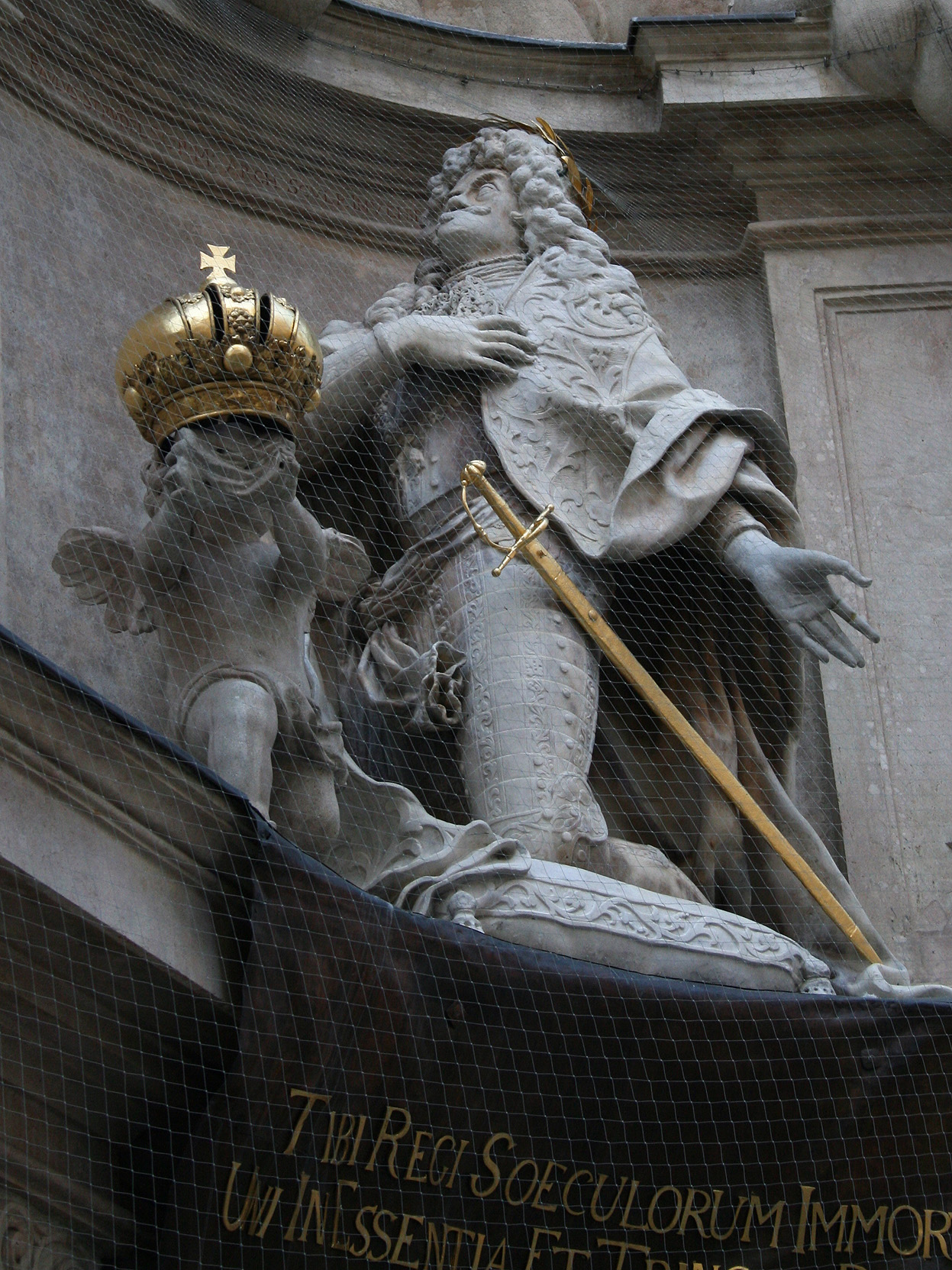
Statue von Kaiser Leopold I.

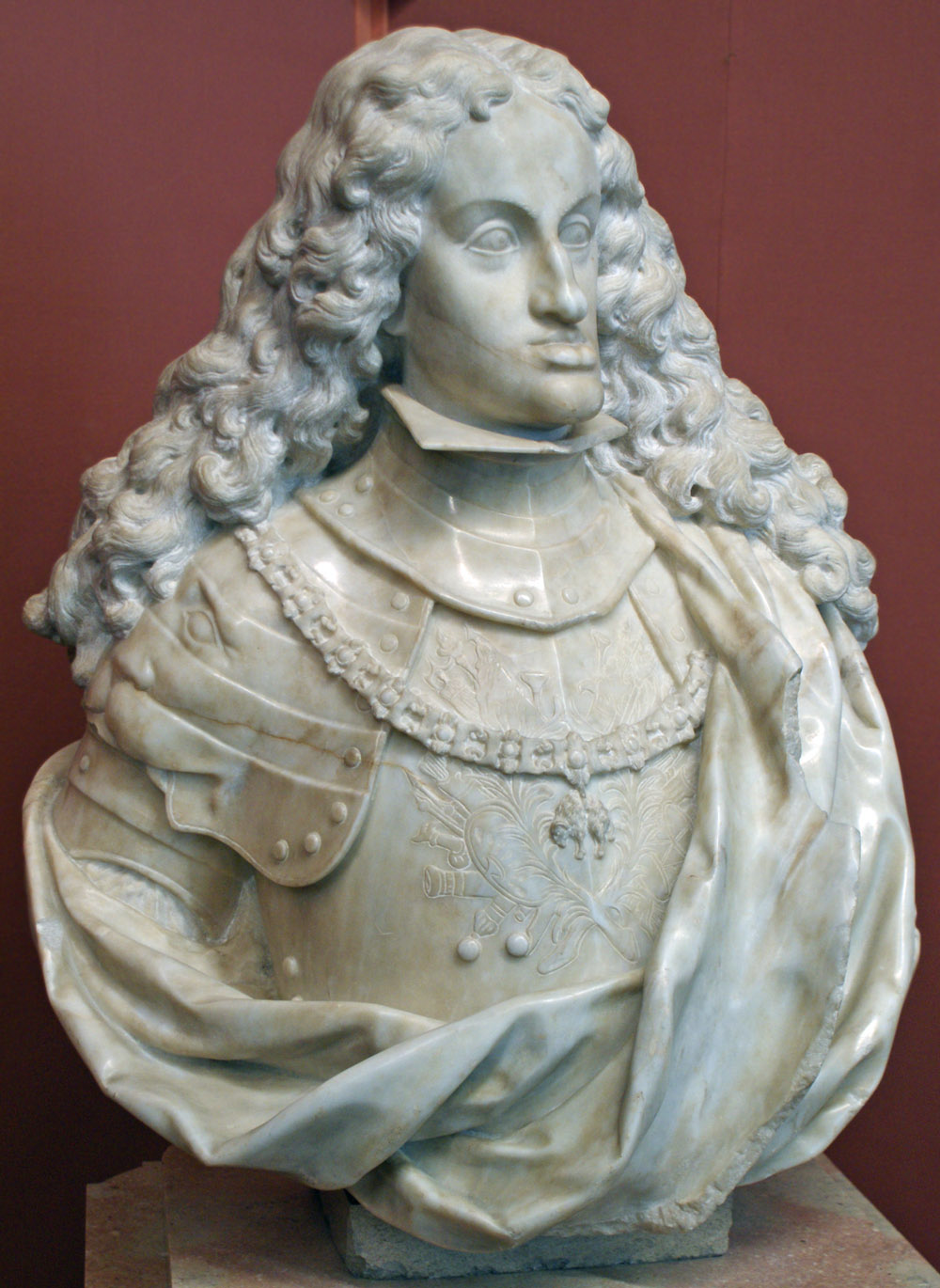
Karl II. (Spanien) (1661–1700), 1695, Marmorbüste (Kunsthistorisches Museum Wien)

Strudel kam 1686 an den Hof nach Wien und bekam dort eine Anstellung als Hofmaler. Meistenteils arbeitete er mit seinem Bruder Peter Strudel zusammen. Sein Werk markiert in Österreich den Übergang zum Hochbarock, war aber dem Stil von Gian Lorenzo Bernini verhaftet.
Neben zahlreichen Hofaufträgen ist von seinem bildhauerischen Werk vor allem die Pestsäule bemerkenswert, welche unter seiner Leitung in den Jahren 1686 bis 1693 entstand.
Die Fürsten von Liechtenstein beauftragten Strudel mit einigen monumentalen Statuen für ihre mährischen Schlösser Feldsberg und Eisgrub. Da Anfang des 18. Jahrhunderts sich der Kunstgeschmack änderte, war es dem Hofarchitekten Giovanni Pietro Tencalla nicht möglich, Paul Strudel (oder seinen Bruder Peter Strudel) als seinen Nachfolger einzuführen. Der deutsche Baumeister Johann Lucas von Hildebrandt aus Genua wurde den Strudel-Brüdern vorgezogen.
Im Alter von ungefähr 60 Jahren starb Paul Strudel am 20. November 1708 in Wien.

## Werke (Auswahl)
- 1700 – Statuen der habsburgischen Herrscher im Kuppelraum der Nationalbibliothek.
- 1700 – Statuen der habsburgischen Herrscher in Schloss Laxenburg.